# Pietrzwałd (Ostróda)
Pietrzwałd (deutsch Peterswalde) ist ein Ort in der polnischen Woiwodschaft Ermland-Masuren. Er gehört zur Gmina Ostróda (Landgemeinde Osterode in Ostpreußen) im Powiat Ostródzki (Kreis Osterode in Ostpreußen).

## Geographische Lage
Pietrzwałd liegt im Nordwesten des Landschaftsschutzparks Kerndorfer Höhen (polnisch Park Krajobrazowy Wzgórz Dylewskich) im südlichen Westen der Woiwodschaft Ermland-Masuren, 15 Kilometer südlich der Kreisstadt Ostróda (deutsch Osterode in Ostpreußen).
|  |

## Geschichte
Erstmals urkundlich erwähnt wurde Peterswalde im Jahre 1339. Im März 1688 vernichtete ein großer Brand viele Gebäude. Die Landgemeinde Peterswalde kam 1874 zum neu errichteten Amtsbezirk Marienfelde (polnisch Glaznoty), der bis 1945 bestand und zum Kreis Osterode in Ostpreußen gehörte.
Eine Windmühle verschaffte dem Ort überregionale Bedeutung. 790 Einwohner waren im Jahre 1910 in Peterswalde registriert. Ihre Zahl belief sich 1933 auf 755 und 1939 auf 687.
Als 1945 in Kriegsfolge das gesamte südliche Ostpreußen an Polen abgetreten werden musste, war auch Peterswalde davon betroffen. Das Dorf erhielt die polnische Namensform „Pietrzwałd“ und ist heute mit dem Sitz eines Schulzenamts (polnisch Sołectwo) eine Ortschaft innerhalb der Landgemeinde Ostróda (Osterode i. Ostpr.) im Powiat Ostródzki (Kreis Osterode in Ostpreußen), bis 1998 der Woiwodschaft Olsztyn, seither der Woiwodschaft Ermland-Masuren mit Sitz in Olsztyn (Allenstein) zugehörig.

## Kirche

### Kirchengebäude

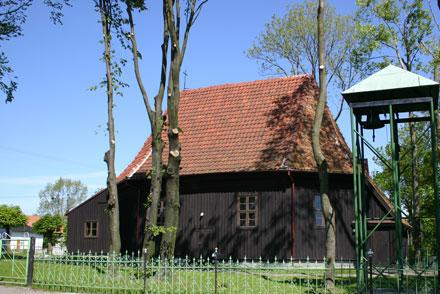
Kirche mit Glockenträger in Pietrzwałd

Die barocke Holzkirche stammt vom Ende des 16. Jahrhunderts. Ein freistehender Glockenträger wurde 1615 an der Westseite errichtet. Von einem Schnitzaltar vom Ende des 14. Jahrhunderts blieben Teile erhalten, so eine sitzende Madonna von ca. 1380. Sie befindet sich mit weiteren wertvollen Ausstattungsgegenständen im Museum für Ermland und Masuren in Lidzbark Warmiński (Heilsberg).
Eine Orgel erwarb die Gemeinde im Jahre 1802. Die ersten Glocken stammten aus den Jahren 1615 und 1753. Die Kirche wurde 1844 außen verschalt. Die Verschalung wurde 1980 erneuert, und das Innere der Kirche verputzt.
Die Kirche war bis 1945 ein evangelisches Gotteshaus. Heute ist sie Eigentum der römisch-katholischen Kirche, die sie dem St. Petrus in Ketten widmete.

### Kirchengemeinde

#### Evangelisch
Mehr als drei Jahrhunderte war die Kirchengemeinde in Peterswalde evangelischen Bekenntnisses. Sie gehörte zur Inspektion Osterode und später – vereinigt mit der Kirchengemeinde in Groß Schmückwalde – zum Superintendenturbezirk Osterode im Kirchenkreis Osterode innerhalb der Kirchenprovinz Ostpreußen der Kirche der Altpreußischen Union. Pfarrsitz war Groß Schmückwalde. Schlagzeilen machte der in der Zeit des Nationalsozialismus hier amtierenden Pfarrer Otto Glüer, der sich über die Kirchengemeinde hinaus im NS-Widerstand verdient gemacht hat.
Zum Kirchspiel Peterswalde gehörte vor 1945 lediglich Peterswalde selbst. Im Jahre 1925 zählte es 750 Gemeindeglieder.
Flucht und Vertreibung der einheimischen Bevölkerung setzten nach 1945 dem Leben der evangelischen Kirchengemeinde in Peterswalde ein Ende. Heute hier lebende Kirchenangehörige orientieren sich zur evangelisch-methodistischen Kirche in Glaznoty (Marienfelde) bzw. zur evangelisch-augsburgischen Kirchengemeinde in Ostróda (Osterode).

#### Römisch-katholisch
Die römisch-katholischen Einwohner von Peterswalde waren vor 1945 in die Pfarrei Marienfelde (polnisch Glaznoty) eingegliedert. Heute ist Pietrzwałd selber Sitz einer Pfarrei, der die Kirche in Glaznoty als Filialkirche zugeordnet ist. Pietrzwałd gehört zum Dekanat Grunwald (Grünfelde) im Erzbistum Ermland.

## Schule

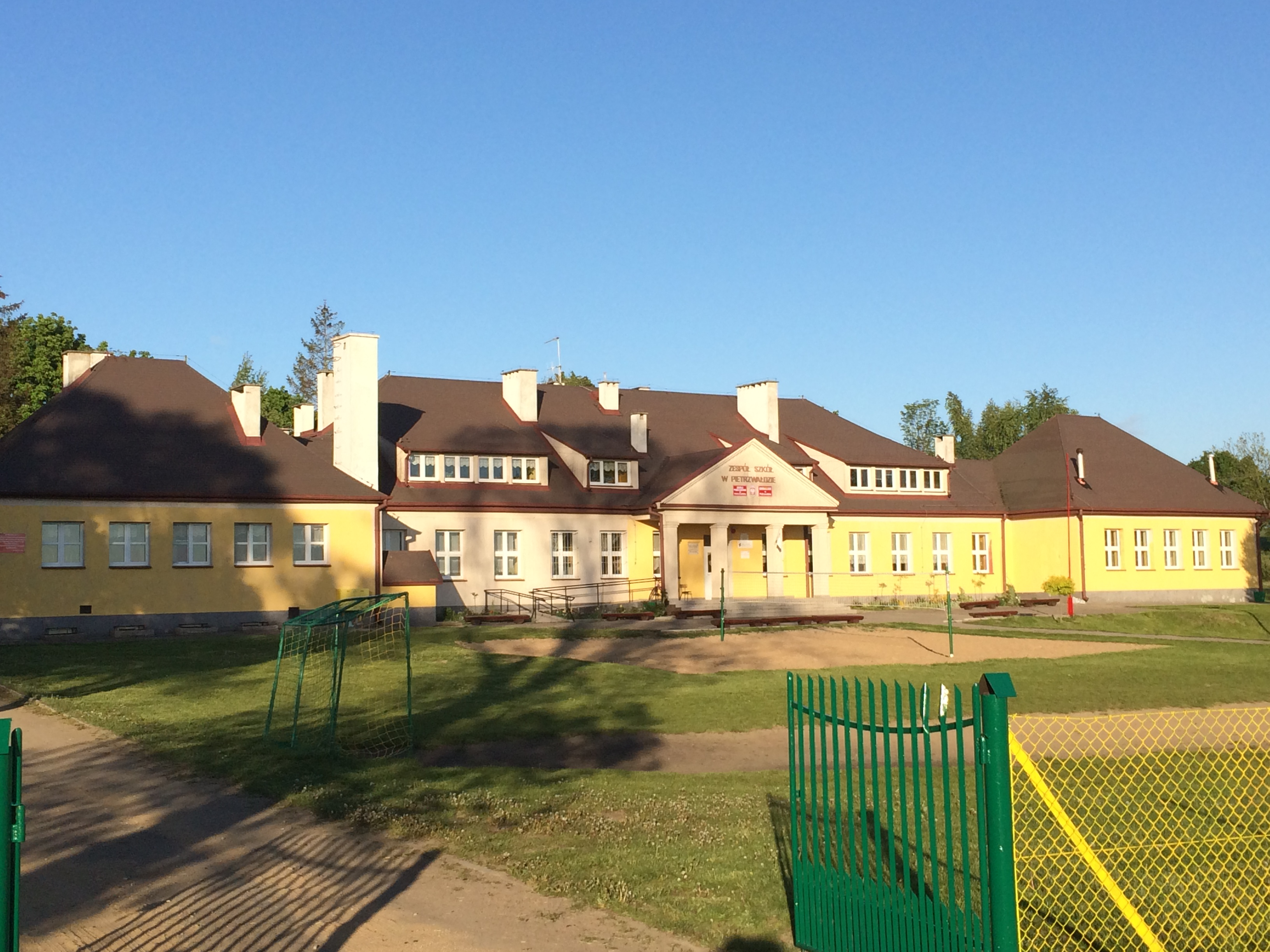
Die heutige Schule in Pietrzwałd

Aus dem Jahre 1591 stammte die kurfürstliche Erlaubnis, in Peterswalde einen Schulmeister anzustellen. 1778 erhielt das Dorf ein neues Schulhaus.

## Verkehr
Durch Pietrzwałd verläuft die Kreisstraße (polnisch Droga powiatowa, DP) 1235N, die die Landesstraße15 und die Woiwodschaftsstraße 537 miteinander verbindet. In Petrzwałd kreuzt sie eine von Ryn (Rhein) nach Zajączki (Haasenberg) führende Nebenstraße.
Eine Anbindung an den Bahnverkehr besteht nicht. Bis 1945 war Haasenberg die nächste Bahnstation. Sie lag an der in Kriegsfolge jedoch geschlossenen und teilweise bereits demontierten Bahnstrecke Bergfriede–Groß Tauersee.